# Kardinalblomsterpickare
Kardinalblomsterpickare (Dicaeum trochileum) är en fågel i familjen blomsterpickare inom ordningen tättingar.

## Utseende och läte
Kardinalblomsterpickaren är en mycket liten tätting med en kroppslängd på endast 8–9 cm. Hanen av nominatformen är scharlakansröd på huvud, övre delen av ryggen, övergumpen och övre stjärttäckarna samt undertill från haka till övre delen av bröstet. På vingovansidan och stjärten är den svart, medan den är grå på nedre delen av bröstet och flankerna samt gråvit på buken. På bröstsidorna syns vita små stodsar och den är vit även på undre vimngtäckarna.
Honan är brun på ovansidan med röd anstrykning på huvud och mantel och scharlakansröd på övergumpen. Undersidan är smutsvit. Underarten stresemanni (se nedan) har kortare näbb och honan är generellt ljusare, framför allt på huvud och flanker.

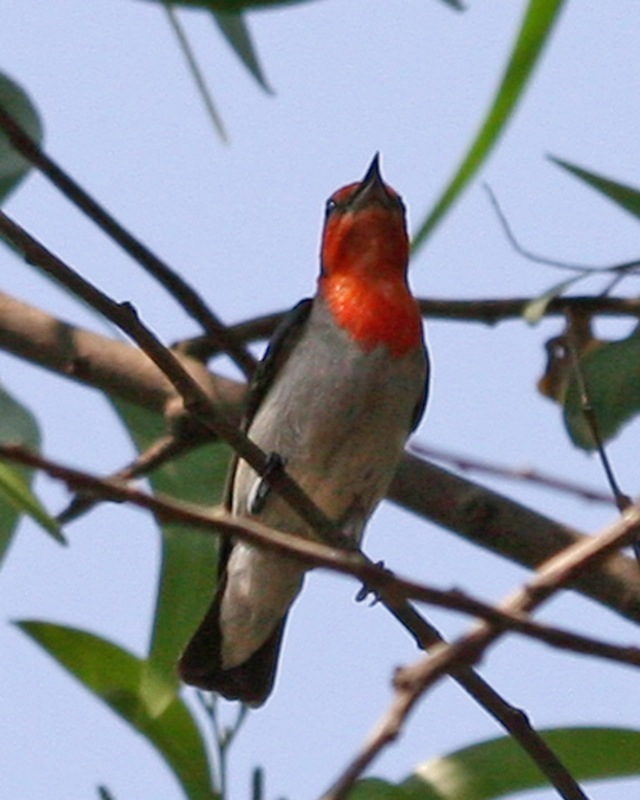
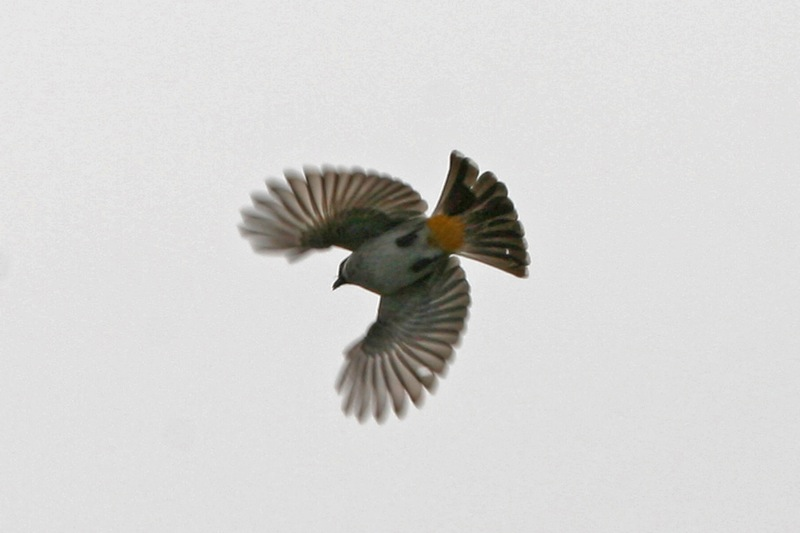

Sången består av en serie behagliga ljusa dubbla toner som plötsligt stiger och faller. Bland lätena hörs korta och ljusa "zit-zit-zit” samt sträva ”seeeeep... seeeeep”.

## Utbredning och systematik
Kardinalblomsterpickaren delas in i två underarter med följande utbredning:
- Dicaeum trochileum trochileum - förekommer på Java, Bali, Madura, sydöstra Borneo, Bawean och Kangean
- Dicaeum trochileum stresemanni - förekommer på Lombok (västra Små Sundaöarna

## Levnadssätt
Arten hittas i skogslandskap, jordbruksmarker, mangroveträsk, öppna områden och trädgårdar från havsnivån till 600 meters höjd. Födan beståra av insekter och små spindlar, men även frukt, nektar och pollen från mistlar. Den ses födosöka enstaka eller i par.

## Status
Arten har ett stort utbredningsområde och beståndet anses stabilt. Internationella naturvårdsunionen IUCN listar den därför som livskraftig (LC).